# Acoplador acústico

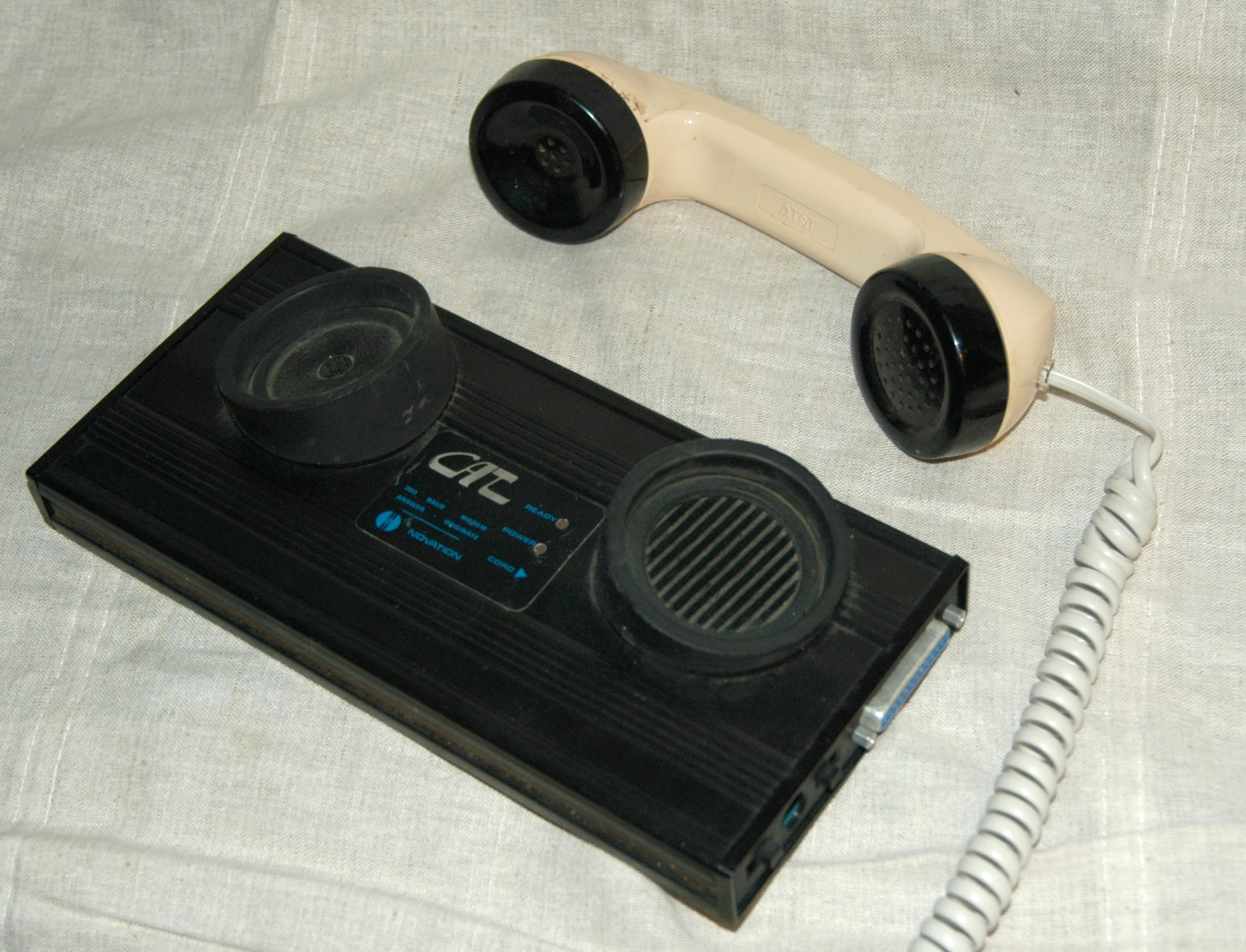
Módem Novation CAT con acoplador acústico

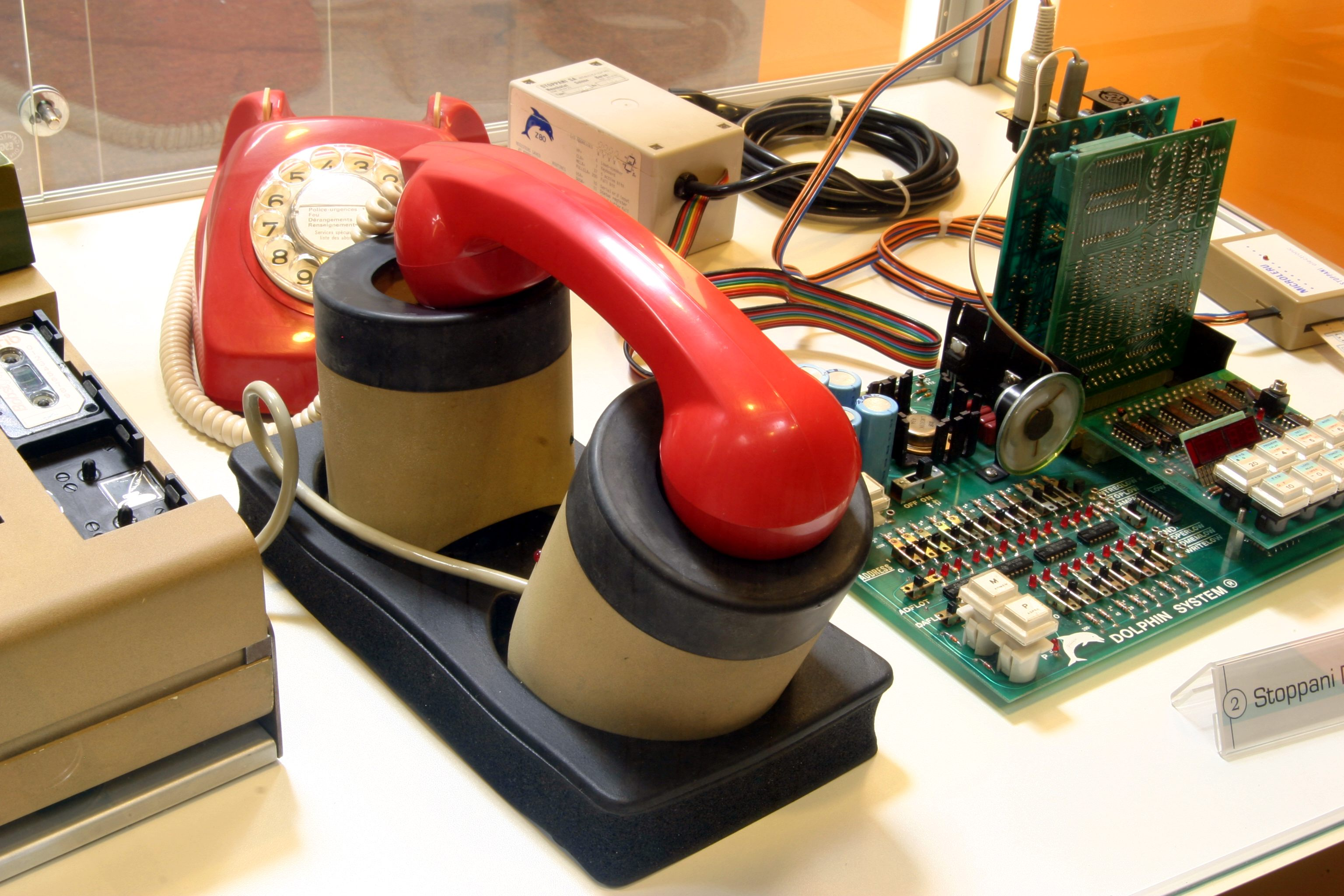

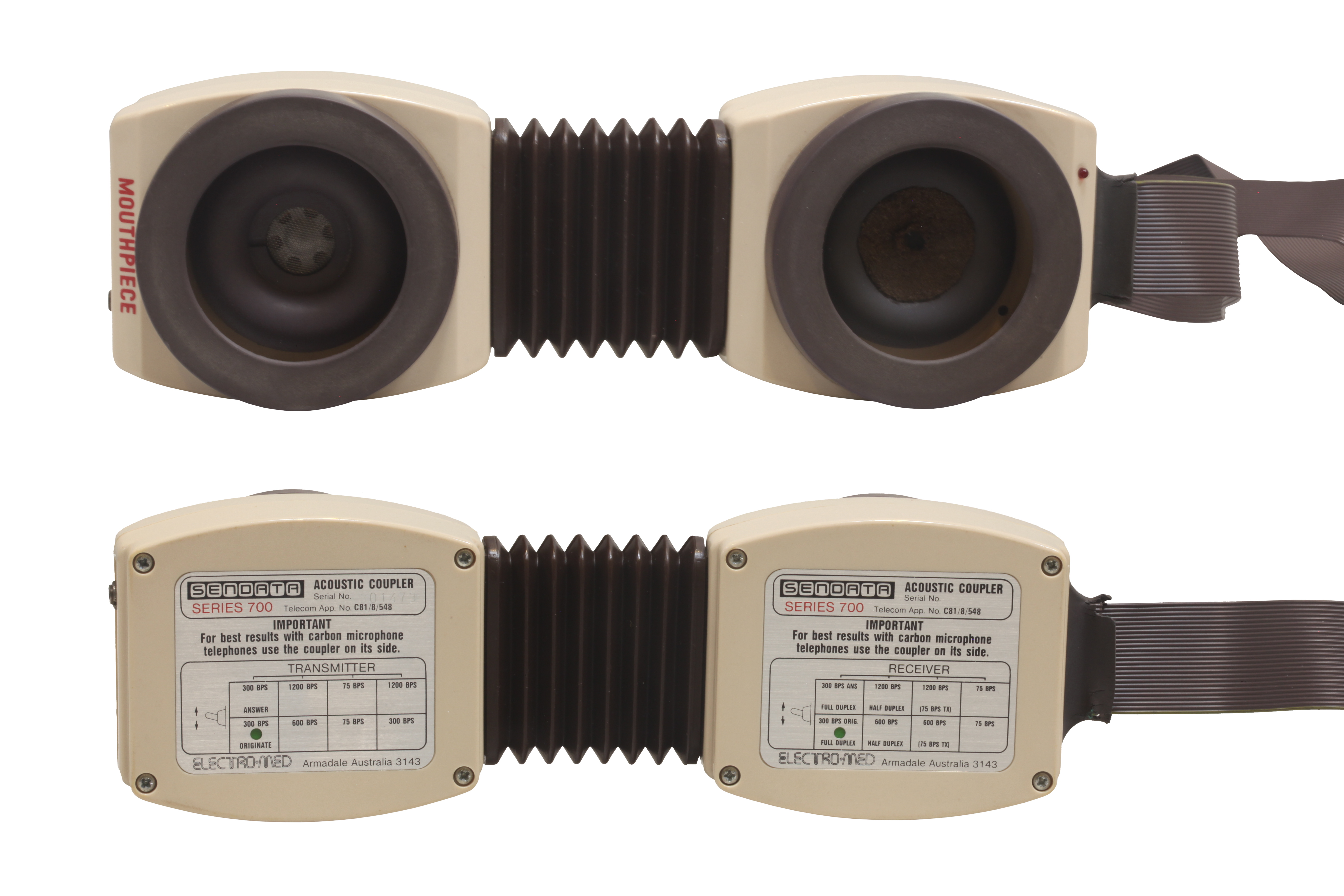
Sendata Serie 700

En telecomunicaciones, un acoplador acústico es un dispositivo de interfaz para acoplar señales eléctricas por medios acústicos, normalmente dentro y fuera de un aparato telefónico.
El enlace se logra a través de la conversión de señales eléctricas de la línea telefónica a sonido y reconvertir el sonido a las señales eléctricas necesarias para el terminal final, como un teletipo, en lugar de hacerlo a través de una conexión eléctrica directa.

## Historia
Antes de su anulación en 1984, el monopolio legal de Bell System sobre la telefonía en los Estados Unidos permitió a la compañía imponer reglas estrictas sobre cómo los consumidores podían acceder a su red.  A los clientes se les prohibió conectar equipos no fabricados o vendidos por Bell. La misma configuración era operativa en casi todos los países, donde las compañías telefónicas eran de propiedad nacional.  En muchos hogares, los teléfonos estaban cableados directamente a los terminales de pared antes de que se normalizaran conectores como el RJ-11 o el BS 6312 ..
La situación era similar en otros países.  En Australia, hasta 1975, el Postmaster-General's Department, un monopolio del Gobierno, poseía todo el cableado telefónico y el equipo en las instalaciones de los usuarios y prohibía la conexión de dispositivos de terceros, y aunque la mayoría de los teléfonos estaban conectados por conectores de la serie 600, estos eran peculiares a Australia, por lo que el equipo importado no podía conectarse directamente en cualquier caso, a pesar de la compatibilidad eléctrica general.
No fue hasta que una decisión de la corte histórica en relación con el Hush-A-Phone en 1956 que el uso de un teléfono adjunto (por un tercero vendedor) se permitió por primera vez; aunque el derecho de AT&T a regular cualquier dispositivo conectado al sistema telefónico fue confirmado por los tribunales, se les ordenó que cesaran la interferencia hacia los usuarios de Hush-A-Phone. Una segunda decisión judicial en 1968 con respecto a la Carterfone permitió además que cualquier dispositivo no dañino para el sistema se conectara directamente a la red de AT & T.  Esta decisión permitió la proliferación de innovaciones posteriores como contestadores automáticos, fax y módems.

## Aplicaciones
Cuando los inventores comenzaron a desarrollar dispositivos para enviar señales no vocales a través de la línea telefónica, era evidente la necesidad de una solución para las restricciones de Bell. Ya en 1937, las máquinas de telefax utilizadas por los periódicos utilizaban algún tipo de acopladores, posiblemente acústicos, pero probablemente magnéticos para la comunicación unidireccional.  El acoplamiento bidireccional multiplexado del teléfono no era necesario por estas máquinas de fax primitivas.
Robert Weitbrecht creó una solución para las restricciones de Bell en 1963. Desarrolló un dispositivo de acoplamiento que convirtió el sonido del auricular del teléfono en señales eléctricas y convierte los impulsos eléctricos procedentes del teletipo al sonido que entra en la boca el teléfono. Su acoplador acústico es conocido como el Weitbrecht Modem.
El módem Weitbrecht inspiró a otros ingenieros a desarrollar otros módems para trabajar con terminales ASCII de 8 bits a un ritmo más rápido.  Estos módems o acopladores fueron desarrollados alrededor de 1966 por John van Geen en el Instituto de Investigación de Stanford (ahora SRI International ), que imitaba las operaciones de los auriculares.  Un modelo comercial temprano fue construido por Livermore Data Systems en 1968.  Uno marcaría el sistema de computadora (que tendría conjuntos de datos de la compañía telefónica) en su teléfono, y cuando la conexión fue establecida, coloque el microteléfono en el sistema acústico módem.
Dado que los teléfonos fueron suministrados por la compañía telefónica, la mayoría tenía la misma forma, simplificando la interfaz física.  Un micrófono y un altavoz dentro de la caja del módem captarían y transmitirían los tonos de señalización, y los circuitos convertirían esas señales binarias codificadas de la frecuencia codificada de la conmutación de audio para un zócalo de la salida RS232.  Con suerte uno podría obtener 300 baudios (~ bits/segundo) las tasas de transmisión, pero 150 baudios fue más típico.  Esa velocidad era suficiente para los terminales basados en máquina de escribir, como la IBM 2741 , funcionando a 134.5 baudios, o un teleimpresor , funcionando a 110 baudios.
El límite superior práctico para los módems acoplados acústicamente fue de 1200 baudios, primero puesto a disposición en 1973 por Vadic y 1977 por AT&T.  Se extendió en 1985 con la llegada del Hayes Smartmodem 1200A.  Estos dispositivos facilitaron la creación de Bulletin Board System de acceso telefónico, precursor de modernas salas de chat en Internet, forums y correo electrónico.

## Diseño
Por lo general, se colocó un auricular de teléfono estándar en una cuna que había sido diseñada para encajar de cerca (mediante el uso de sellos de goma) alrededor del micrófono y el auricular del microteléfono.  Un módem modularía un altavoz en la copa conectada al micrófono del microteléfono, y el sonido del altavoz en el auricular del auricular del teléfono sería recogido por un micrófono en una copa de goma fijada al auricular.  De este modo se podían pasar señales en ambas direcciones.
Los acopladores acústicos eran sensibles al ruido externo y dependían de la estandarización generalizada de las dimensiones de los teléfonos. Las conexiones eléctricas directas a las redes telefónicas, una vez que se hicieron legales, rápidamente se convirtieron en el método preferido para conectar módems, y el uso de acopladores acústicos disminuyó. Acopladores acústicos todavía se utilizan por personas que viajan en áreas del mundo donde la conexión eléctrica a la red telefónica es ilegal o poco práctico. Muchos modelos de TDDs ( Dispositivo de Telecomunicaciones para Sordos ) todavía tienen un acoplador acústico incorporado, que permiten un uso más universal con teléfonos públicos y para llamadas 911 por personas sordas.

## Cultura popular
Un acoplador acústico Novation CAT a 300 bps se muestra a primera vista en la película WarGames de 1983, cuando el personaje David Lightman (representado por el actor Matthew Broderick) coloca un teléfono en la cuna de un módem acústico para acentuar el uso de líneas telefónicas para la interconexión de las redes informáticas en desarrollo de la época, en este caso, una computadora de mando militar. La primera película importante que muestra un acoplador acústico fue probablemente la película Bullitt de Steve McQueen de 1968.